# Comostola hyptiostega
Comostola hyptiostega là một loài bướm đêm trong họ Geometridae.